# Desmond Bryant
Desmond J. Bryant (* 15. Dezember 1985 in Shorewood, Illinois) ist ein ehemaliger US-amerikanischer American-Football-Spieler in der National Football League (NFL). Er spielte zuletzt für die Cleveland Browns als Defensive End bzw. Defensive Tackle. Zuvor war er bereits bei den Oakland Raiders unter Vertrag.

## College
Da Bryant bereits auf der High School sowohl als Footballer als auch als Basketballer großes sportliches Talent erkennen ließ, hatte er Angebote von mehreren Universitäten. Er entschied sich für Harvard und spielte für deren Team, die Crimson, zwischen 2003 und 2006 College Football. In insgesamt 32 Spielen gelangen ihm 66 Tackles sowie 13.5 Sacks.

## NFL

### Oakland Raiders
Beim NFL Draft 2009 fand Bryant keine Berücksichtigung, wurde aber danach von den Oakland Raiders als Free Agent verpflichtet.
Er schaffte es ins Team und kam bereits in seiner Rookie-Saison in allen 16 Partien zum Einsatz, aber erst 2011 lief er als Starter auf. 

### Cleveland Browns
Im März 2013 unterschrieb Bryant bei den Cleveland Browns einen Vierjahresvertrag über 34 Millionen US-Dollar und erhielt sofort einen Fixplatz in der Defensive Line. Nach 12 Spielen war seine erste Saison beim neuen Team wegen Herzrhythmusstörungen zu Ende. Die Spielzeit 2016 versäumte er wegen eines Muskelfaserrisses überhaupt zur Gänze.
Ende August 2017 entließen ihn die Browns.